# Rovenkí (Bélgorod)
Rovenkí (ruso: Ровеньки́) es un asentamiento de tipo urbano de Rusia, capital del raión homónimo en la óblast de Bélgorod.
En 2021, el territorio del asentamiento tenía una población de 11 501 habitantes, de los cuales 10 939 vivían en el propio asentamiento y el resto repartidos en siete pedanías habitadas: el pueblo (seló) de Ivánova y los jutorá de Shiyany, Klinovi, Lijolobov, Oziorni, Dvuréchenka y Zubkov. En su territorio hay además otros dos jutorá actualmente despoblados, llamados Stenki y Shevtsov.
Se ubica en la esquina suroriental de la óblast, junto a la frontera con Ucrania y a 20 km del límite con la óblast de Vorónezh. Por el asentamiento pasa la carretera R195, que une Oljovatka con Starobilsk.

## Historia
Fue fundado en 1650 como la fortificación "Osinovi Roveniok" (Осиновый Ровенёк), que formaba parte de una red de fortalezas que defendía la frontera meridional del Zarato ruso. El asentamiento original fue desalojado en 1708, como castigo por haber apoyado la rebelión de Bulavin, y en los años siguientes fue repoblado por cosacos. A finales del siglo XIX ya tenía unos nueve mil habitantes. La Unión Soviética le dio el estatus de capital distrital en 1928, cuando se definieron los raiones de la óblast de Chernozem Central, y el de asentamiento de tipo urbano en 1976.